# Varsánd
Varsánd (Olari) település Romániában, a Partiumban, Arad megyében.

## Fekvése
Borosjenőtől nyugatra, Pankotától északnyugatra, Szineke, Felsősimánd és Ószentanna közt fekvő település.

## Története
Varsánd nevét 1746-ban említette először oklevél Fazekas Varsand néven. 1808-ban Ófazekas- és Újfazekas-Varsánd, 1913-ban Újvarsánd néven említették.
1792 április-májusában jött létre Új-Fazekas-Varsánd község, amikor Fekete János gróf felkérésére, annak örökös birtokára, nagyságrendileg 120, eredetileg kemenesaljai gyökerű magyar evangélikus család települt, akik a román lakosságú Varsánd (Óvarsánd) mellett új falut alapítottak. Az uradalmi területen kívül a falu határa 1896 katasztrális hold, amelyen jelentős gyümölcs- és szőlőtermesztés indult. Az 1848-as szabadságharc során templomtornya ágyútalálatot kapott, javítására 1860-ban került sor. A szabadságharc folyamán 3000 orosz katonát szállásoltattak el a faluban. 1849-ben a falu szülötte, Kalmár Sándor szállította kocsiján Damjanich János tábornokot az aradi vesztőhelyre.
Az 1910-es térképen mindkét Varsánd: Ó- és Újvarsánd is fel volt tüntetve. Ebben az évben Óvarsándnak 990 lakosa volt, melyből 108 magyar és 873 román volt, ebből 21 római katolikus, 69 evangélikus, 880 görögkeleti ortodox. Ugyanekkor Újvarsándnak 1242 lakosa volt, ebből 1087 magyar, 38 német és 95 román, vallási megoszlás szerint 133 római katolikus, 956 evangélikus, 94 görögkeleti ortodox.
A trianoni béke előtt Ó- és Újvarsánd Arad vármegye Világosi járásához tartozott.
Mai neve Varsánd (Olari).

## Varsánd az irodalomban
- Varsánd a helyszíne és ihletője Móra Ferenc ’’Kettős kenyér’’ című írásának.